# 飯

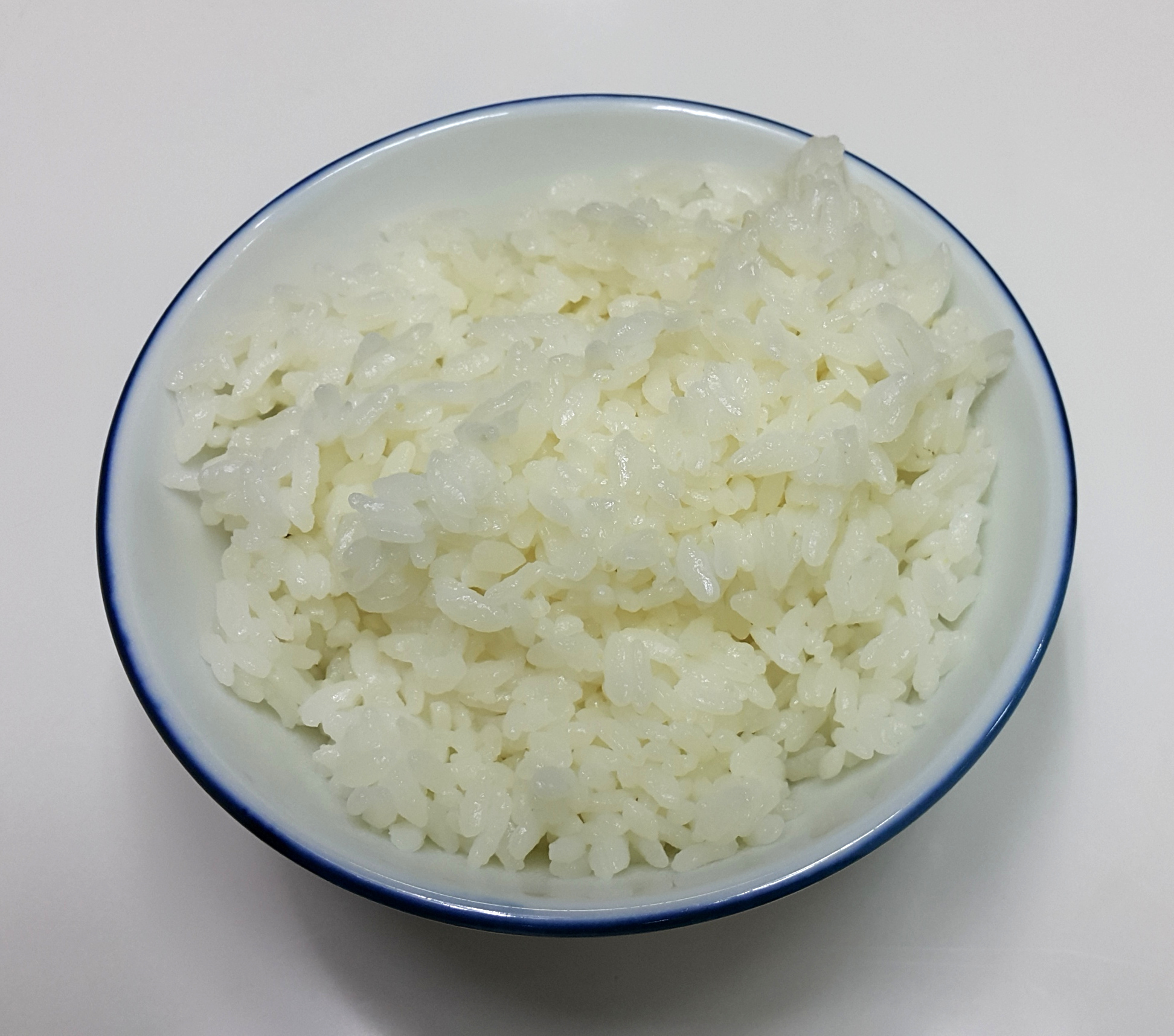
米饭

饭是煮熟的谷类食物，多指米饭。又泛指为了满足饥饿或食欲，在一个特定的时间吃进的一份食物。